# 迪尔多
迪尔多是一个在加拿大纽芬兰-拉布拉多省纽芬兰岛上的一个历史悠久的城镇，它位于三圣海滩的东南部，距聖約翰斯大約有100公里。镇名的英文含义是“假阴茎”，与众不同的镇名使它名声远扬。

## 名字来历
据称名字的由来有两种可能：
- 第一，来自于一个葡萄牙或者西班牙的地方。
- 第二，可能是因为它的港口海角的形状像男性生殖器。

## 概况
该城镇是由Reids、Prettys和Smiths三個人作为开发海洋资源基地于17世纪末18世纪初建立的，19世纪时这些人的名字在这个社区还有一定的影响力。如今每年夏季当地赞助者都会举办社区庆祝活动“假阴茎节”来吸引游客。

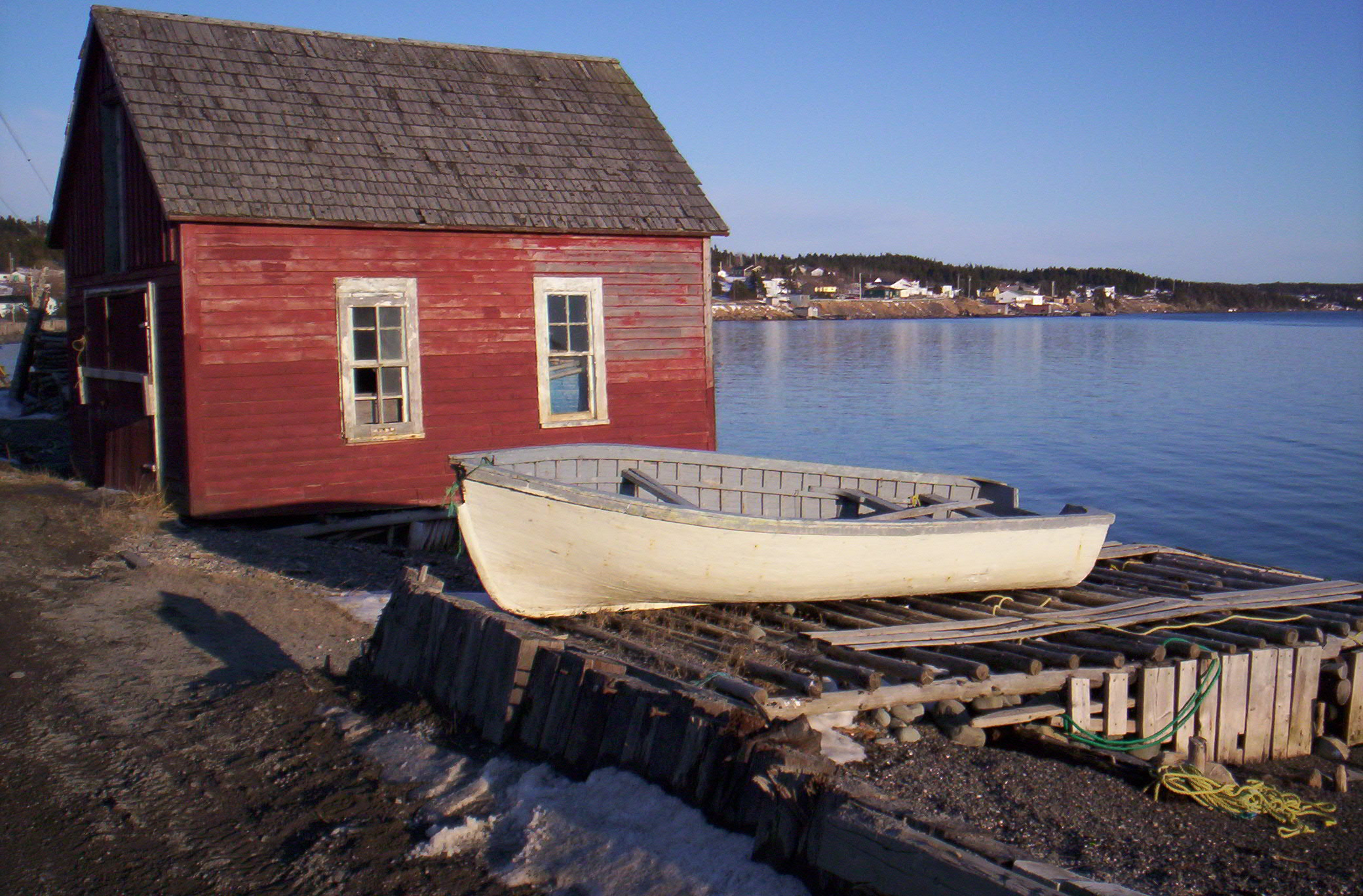
小镇一瞥

当地有些居民好多次试图改变镇名，但都未能成功。持不同意见的民众表示：“既然我们的祖先都觉得这个名字不错，那我们也觉得挺好。”
2001年，迪爾多赢得了《Harrowsmith》杂志颁发的加拿大最美丽的10个小镇奖。

## 名胜古迹
- 小镇博物馆（Dildo Area Interpretation Centre）：博物馆里的文物分别展示了小镇的远古史和古代史，分别包括：滨海古文化（4000到5000年以前）、多尔塞特文化（2000到1100年以前）、印第安文化（900年前）、贝奥图克文化（400年前）。